# Botanischer Garten Peking

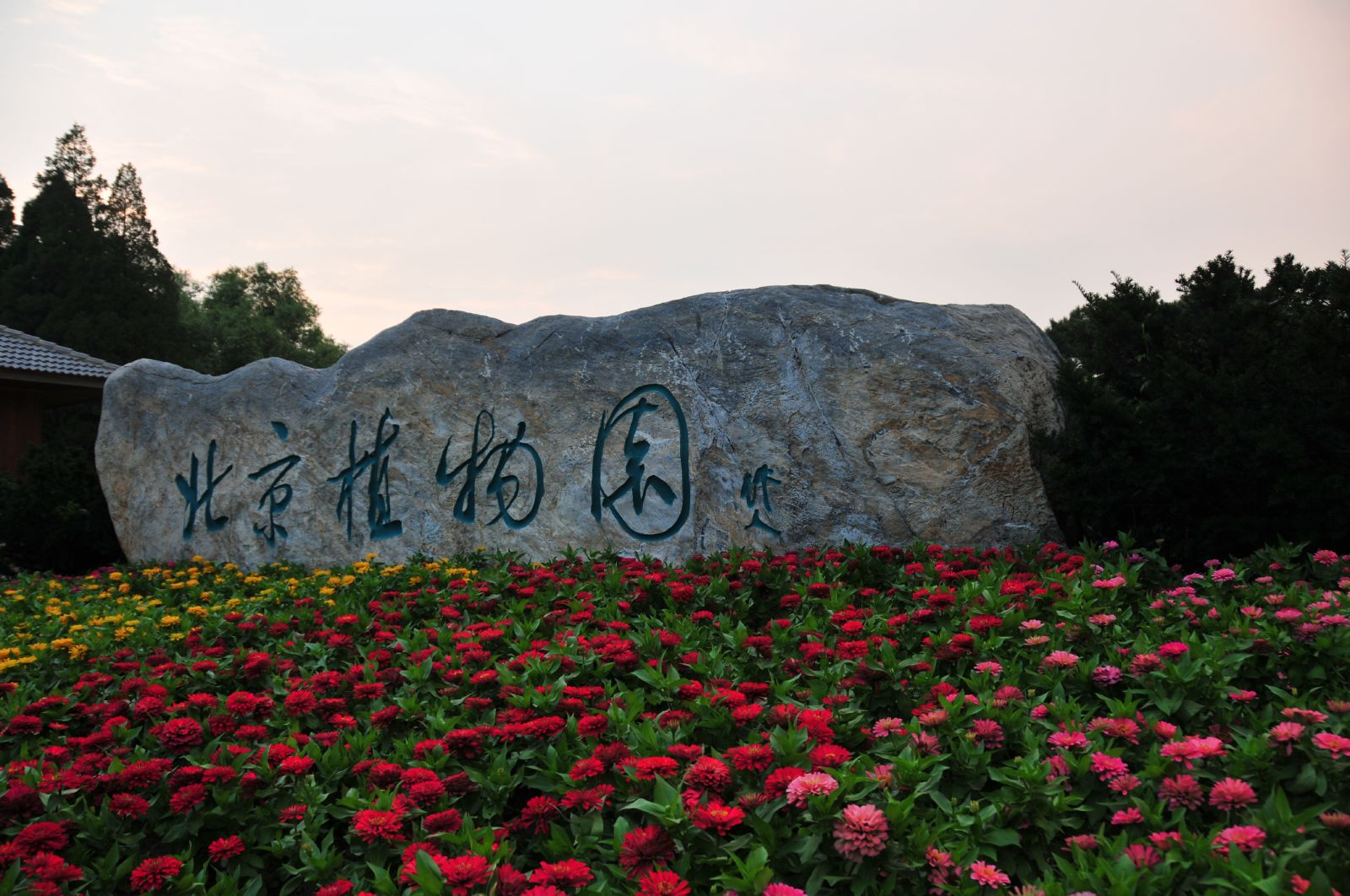
Botanischer Garten Peking (Beijing Zhiwuyuan)

Der Botanische Garten Peking bzw. Beijinger Botanischer Garten (chinesisch 北京植物园, Pinyin Běijīng Zhíwùyuán) ist ein botanischer Garten am nordwestlichen Rand von Peking im Stadtbezirk Haidian zwischen dem Xiangshan-Park und dem Jadequellenberg (玉泉山) in den Westlichen Hügeln. Er wurde 1956 gegründet und umfasst etwa 400 ha, von denen 200 für Besucher zugänglich sind.
Auf seinem Gelände befinden sich der Gebäudekomplex des Tempels des Schlafenden Buddha (Wofo si), auch das Grab des Reformers Liang Qichao, das Chinesische Bienenmuseum (Zhongguo mifeng bowuguan) und das Cao-Xueqin-Museum (Cao Xueqin jinianguan).

## Galerie

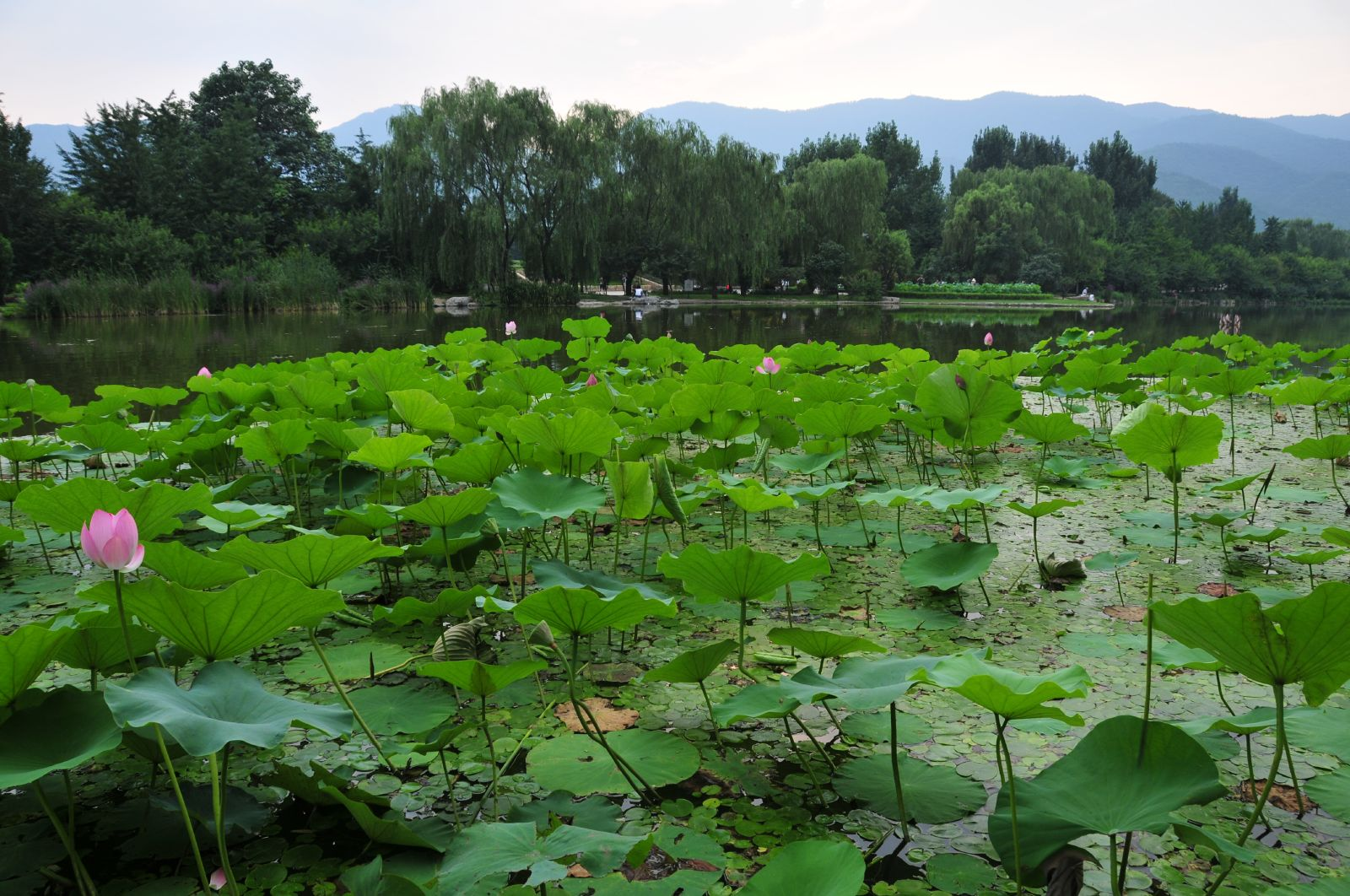
Indische Lotosblumen
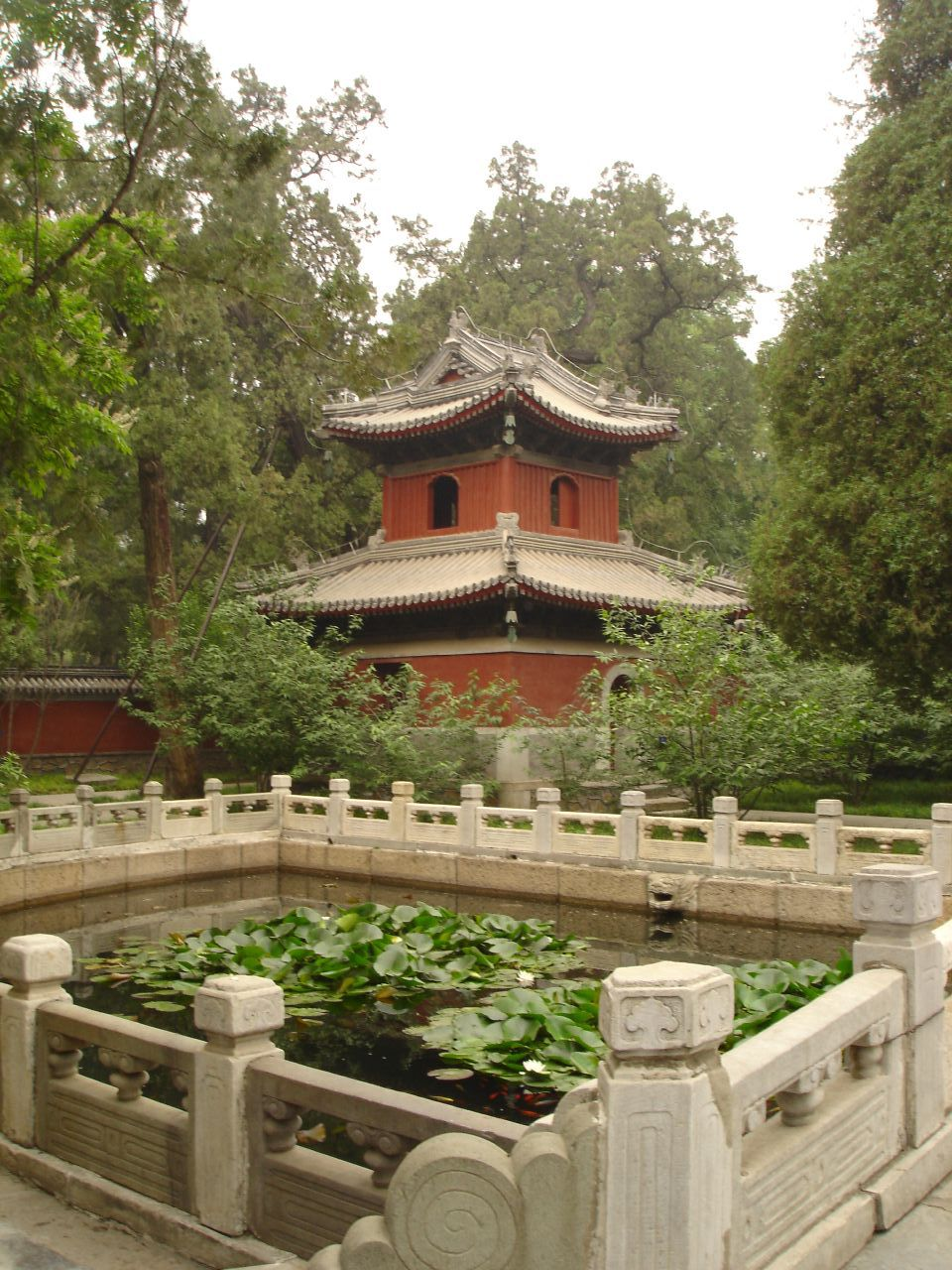
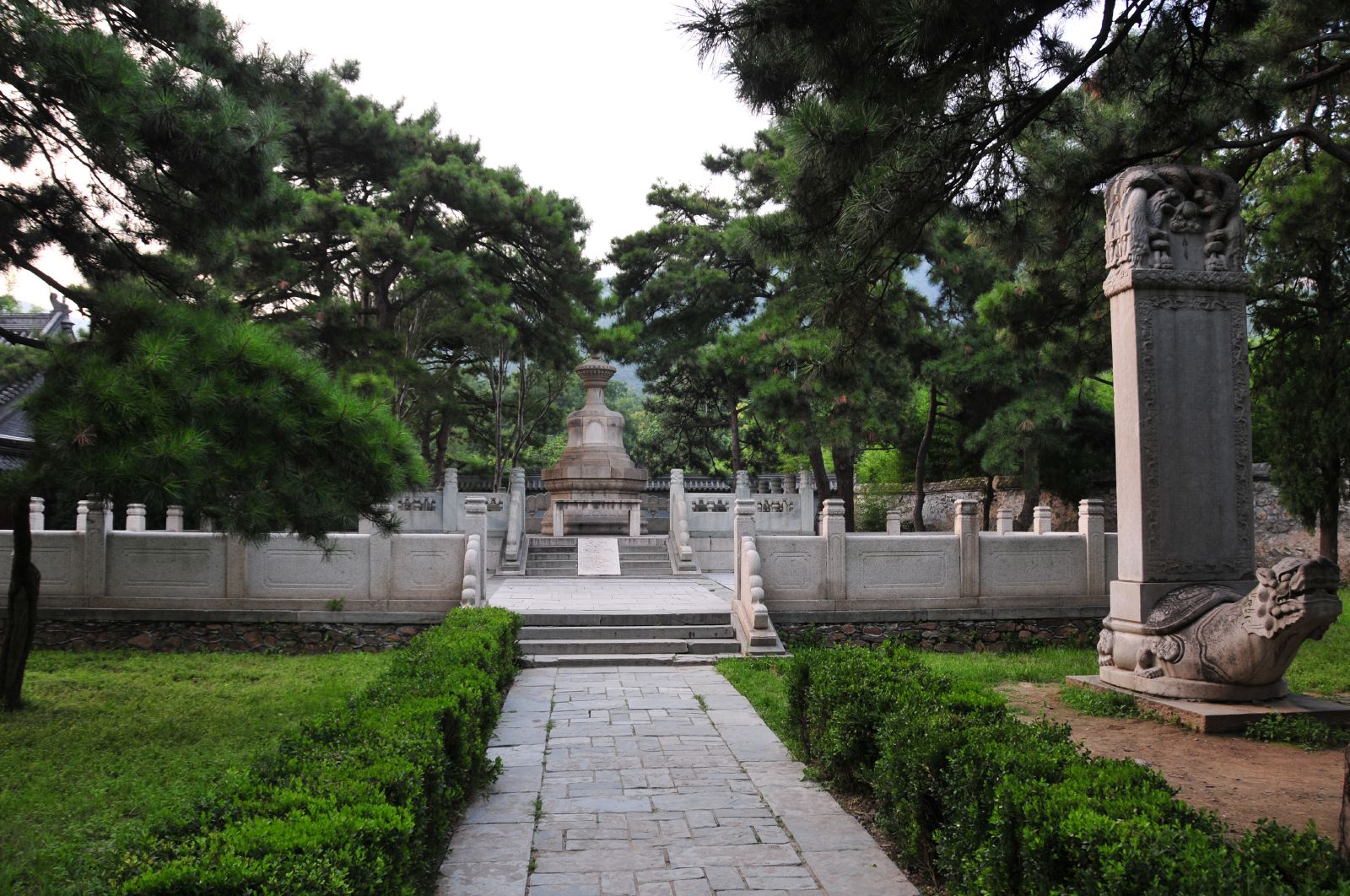
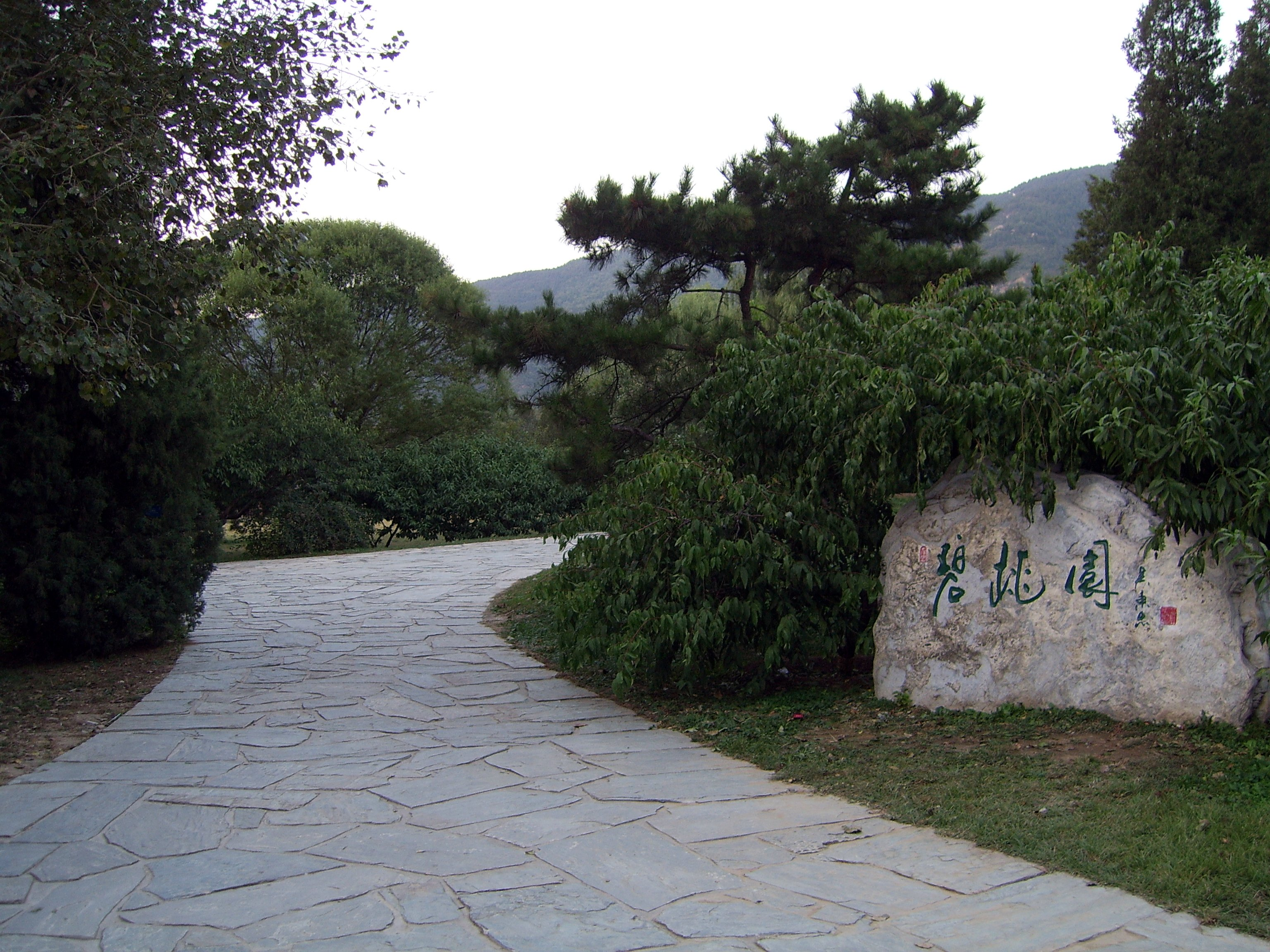
Eingang zum Bitaoyuan (碧桃園 – „Zierpfirsichgarten“)
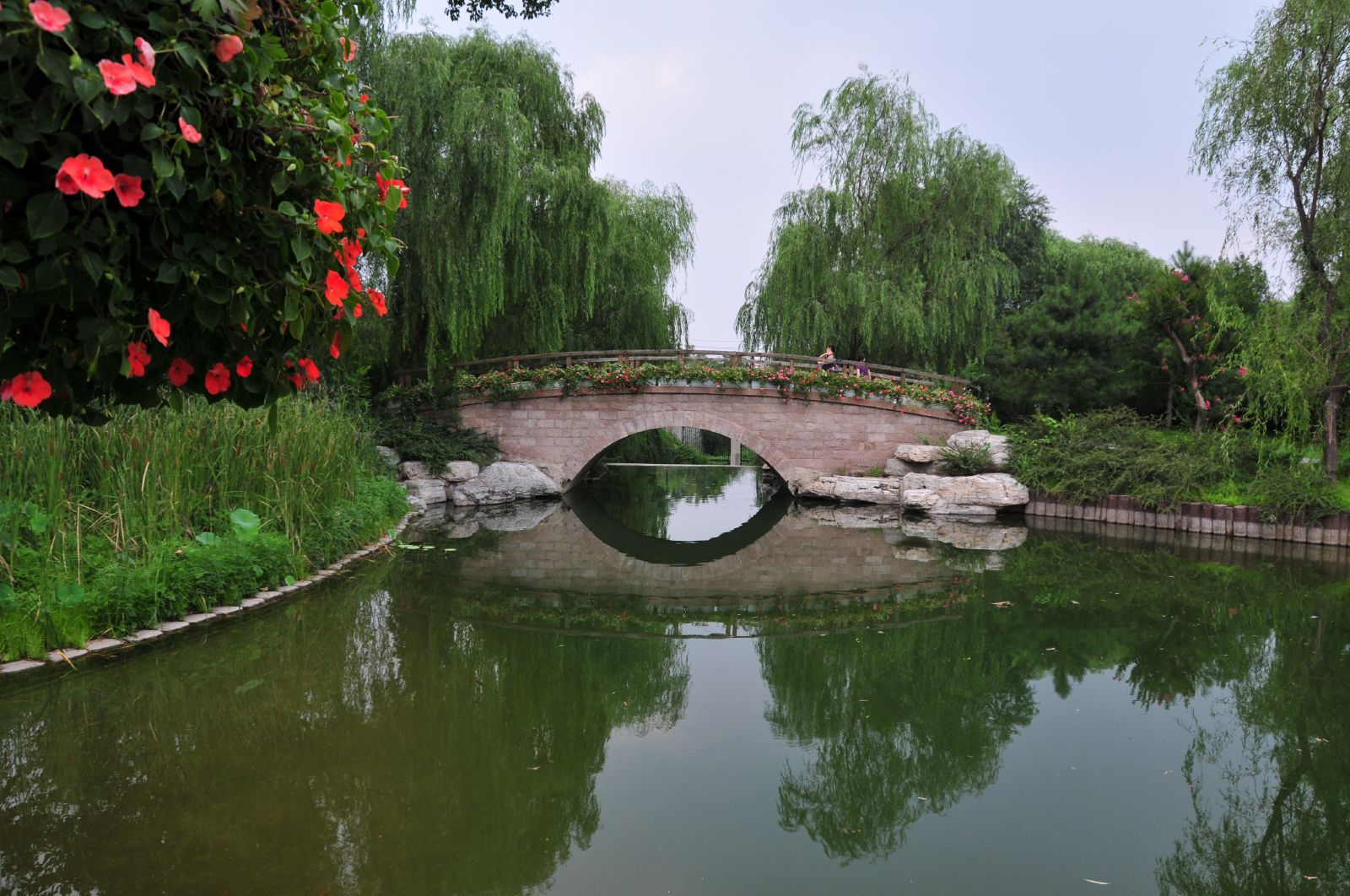
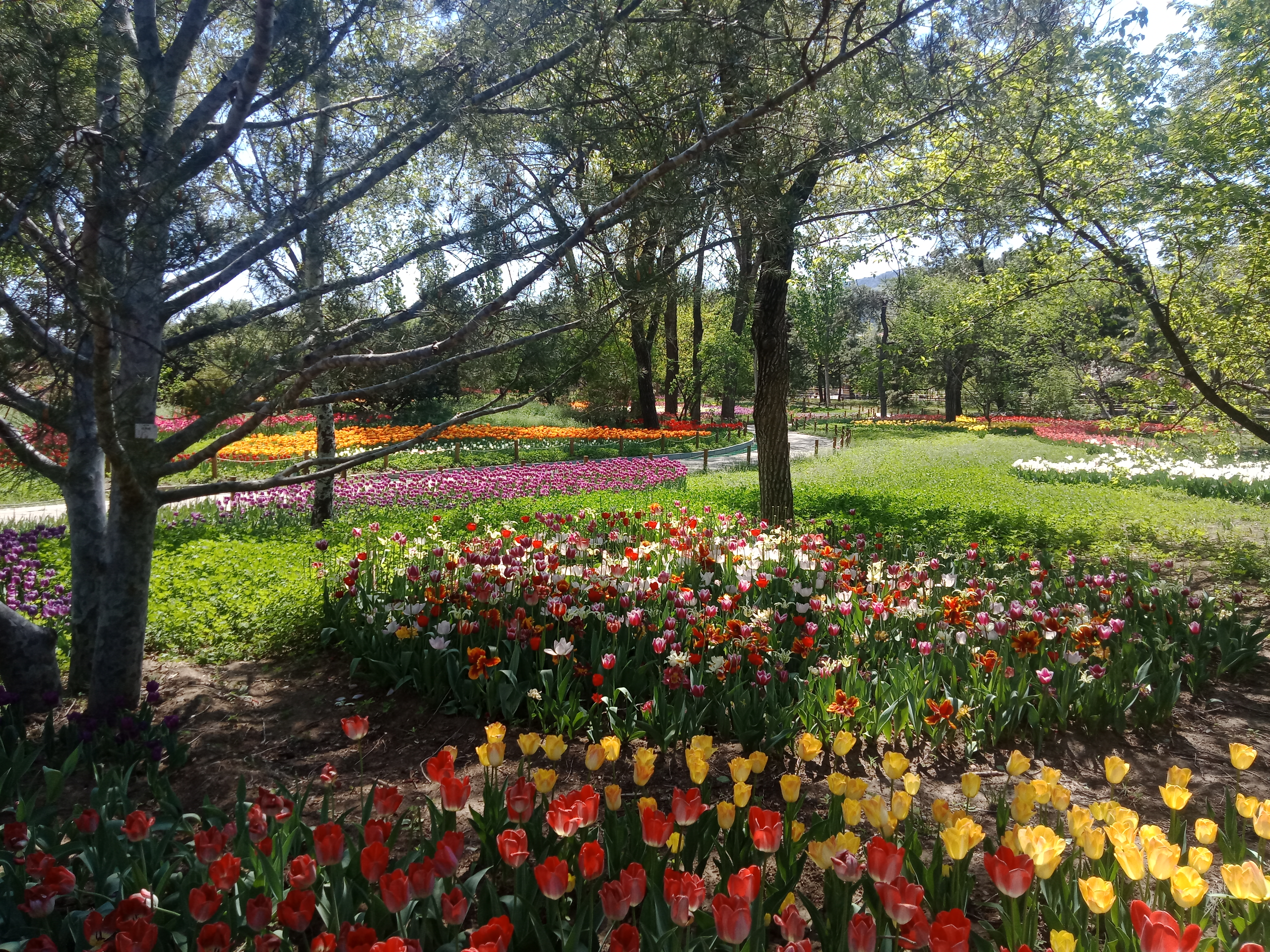